# دايفيد فرنانديز (لاعب كرة قدم)
دايفيد فرنانديز (بالإسبانية: David Fernández Cortázar) (و. 1985  م) هو لاعب كرة قدم، من إسبانيا، ولد في مدريد، يلعب كمُدَافِع.

## روابط خارجية
- دايفيد فرنانديز على موقع قاعدة بيانات كرة القدم.إي يو (الإنجليزية)
- دايفيد فرنانديز على موقع Soccerway.com (الإنجليزية)
- دايفيد فرنانديز على موقع AS.com (الإسبانية)